# Shoriful Islam
Mohammad Shoriful Islam (bengalisch মোহাম্মদ শরিফুল ইসলাম; * 3. Juni 2001 in Panchagarh, Bangladesch) ist ein bangladeschischer Cricketspieler, der seit 2021 für die bangladeschische Nationalmannschaft spielt.

## Kindheit und Ausbildung
Im Jahr 2016 wurde er von einem Coach einer Cricket-Akademie bei Trials in Dinajpur entdeckt. Shoriful war Teil der bangladeschischen Vertretung bei der ICC U19-Cricket-Weltmeisterschaft 2020 und hatte dort einen wichtigen Anteil am ersten Titelgewinn des Landes.

## Aktive Karriere
Innerhalb eines Jahres nachdem er in die Akademie aufgenommen wurde, spielte er dann für Rajshahi Division sein erstes First-Class-Spiel. Im Sommer 2018 war er Teil des bangladeschischen A-Teams. Nach dem Gewinn der U19-Weltmeisterschaft schien er auf dem direkten Weg ins Nationalteam, doch stoppte ihn die COVID-19-Pandemie. Aber nach guten Leistungen im nationalen Cricket wurde er dann für die Selektoren des Nationalteams interessant. Bei der Tour gegen die West indies im Januar 2021 wurde er erstmals in den Kader der Nationalmannschaft berufen, kam jedoch nicht zum Einsatz. Im März gab er dann sein Debüt im Twenty20-Cricket bei der Tour in Neuseeland. Daraufhin reiste er mit dem Team nach Sri Lanka und absolvierte dort seinen ersten Test und sein erstes ODI. Bei der Tour in Simbabwe im Juli erreichte er dann 4 Wickets für 46 Runs in den ODIs und 3 Wickets für 33 Runs in den Twenty20s. Daraufhin etablierte er sich im Nationalteam und wurde für den ICC Men’s T20 World Cup 2021 nominiert. Dort war seine beste Leistung 2 Wickets für 20 Runs gegen die West indies. Bei der Test-Serie in Neuseeland im Januar 2022 erzielte er 3 Wickets für 69 Runs im ersten Spiel. Im Sommer 2022 erreichte er in den ODIs in den West indies 4 Wickets für 34 Runs.
Im September folgte dann eine Tour in den Vereinigten Arabischen Emiraten, wo er in den Twenty20s 3 Wickets für 21 Runs erreichte. Er verpasste jedoch die Nominierung für den Asia Cup 2022 und wurde für den ICC Men’s T20 World Cup 2022 erst nachträglich nominiert. Bei dem Turnier kam er jedoch nur zu einem Einsatz. In der Saison 2023 kam Afghanistan nach Bangladesch, wobei drei Wickets (3/28) im Test und vier Wickets in den ODIs erreichte. Beim Asia Cup 2023 war seine beste Leistung drei Wickets (3/36) gegen Afghanistan. Dem folgte der Cricket World Cup 2023, wo ihm 3 Wickets für 75 Runs gegen England erreichte. Nach dem Turnier reiste er mit dem Team nach Neuseeland. Dort erzielte er in der ODI- (3/22) und der Twenty20-Serie (3/26) jeweils drei Wickets. Im Februar 2024 erhielt er einen neuen Vertrag mit dem bangladeschischen Verband, der ihn für alle drei Formate verpflichtete. Zum Ende der Saison erreichte er in den ODIs gegen Sri Lanka noch ein weiteres Mal drei Wickets (3/51).